# Jan Jerzy II (książę Saksonii-Eisenach)
Johann Georg II (ur. 24 lipca 1665, zm. 10 listopada 1698) – książę Saksonii-Eisenach. Jego władztwo było częścią Świętego Cesarstwa Rzymskiego. Pochodził z rodu Wettynów.
Urodził się jako syn księcia Saksonii-Marksuhl (od 1671 Saksonii-Eisenach) Jana Jerzego I i jego żony księżnej Joanetty. Na tron wstąpił po śmierci ojca 19 września 1686.
20 września 1688 w Kirchheim unter Teck poślubił księżniczkę wirtemberską Zofię Szarlottę. Para nie miała dzieci. Po śmierci księcia Jana Jerzego II jego następcą został młodszy brat Jan Wilhelm